# Cilene Victor
Pour les articles homonymes, voir Victor (patronyme).
Cilene Victor da Silva (Canto do Buriti, 14 juin 1968) est une journaliste, professeure universitaire, consultante et commentatrice de la télévision brésilienne. Actuellement, elle enseigne à Faculdade Cásper Líbero. Elle est une référence dans le domaine de la communication des risques de catastrophe et du journalisme scientifique et de l'environnement,.
Pour son activité de sensibilisation sur les risques de catastrophe et sa contribution à la défense civile, elle a reçu la médaille de la défense civile du gouvernement de l'État de São Paulo et la Médaille de la défense civile nationale au grade de Chevalier, du Ministère de l'intégration nationale.